# تیپ ۱۱۶ پیاده مکانیزه قزوین

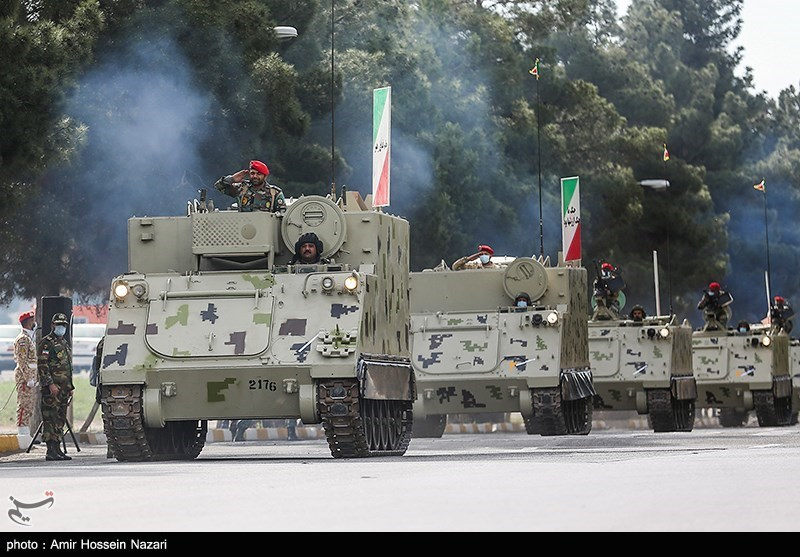
رژه تیپ ۱۱۶ قزوین در روز ارتش، سال ۱۴۰۱

تیپ ۱۱۶ پیاده مکانیزه قزوین از تیپ‌های پیاده‌نظام مکانیزه نیروی زمینی ارتش جمهوری اسلامی ایران و زیرمجموعه لشکر ۱۶ زرهی قزوین است، که پادگان و ستاد فرماندهی آن در شهر قزوین مستقر می‌باشد. تیپ ۱۱۶ پیاده مکانیزه قزوین در خلال جنگ ایران و عراق، از یگان‌های عمل‌کننده ارتش جمهوری اسلامی ایران و تحت امر لشکر ۱۶ زرهی قزوین بود و در ۲۴ عملیات حضور داشت و شمار ۱۲۲۱ نفر از اعضای آن در طول جنگ به شهادت رسیدند. هم‌اکنون سرتیپ‌دوم علی زمانی فرماندهی تیپ ۱۱۶ پیاده مکانیزه قزوین را برعهده دارد.